# Włoska Formuła 2000
Włoska Formuła 2000 – seria wyścigowa organizowana we Włoszech w latach 1980–1995 według specyfikacji Formuły 3 i Formuły Ford. Reaktywowana w 2008 roku jako Formula 2000 Light. W serii uczestniczyły pojazdy Formuły 3 i Formuły Renault. Seria została zawieszona w 2012 roku, a powróciła w sezonie 2017.

## Mistrzowie
| Sezon       | Kierowca                  | Zespół                    | Samochód                  |
| ----------- | ------------------------- | ------------------------- | ------------------------- |
| 1980        | Cesare Passoli            |                           | Ralt-Toyota               |
| 1981        | Giampiero Consonni        |                           | Ralt-Toyota               |
| 1982        | Carlo Betti               |                           | March 793-Toyota          |
| 1983        | Asteldo Crepaldi          |                           | Ralt                      |
| 1984        | Romano Zani               |                           | Martini MK34-Alfa Romeo   |
| 1985        | Giacomo Vismara           |                           |                           |
| 1986        | Giacomo Vismara           |                           | Ralt RT3-Alfa Romeo       |
| 1987        | Domenico Schiattarella    | Vismara Corse             | Ralt-Alfa Romeo           |
| 1988        | Domenico Gitto            | Maxand                    | Ralt-Alfa Romeo           |
| 1989        | Marco Saccutelli          | Traini Corse              | Dallara F388-Alfa Romeo   |
| 1990        |                           |                           |                           |
| 1991        | Nino Famà                 | Scuderia Famà             | Reynard 903-Alfa Romeo    |
| 1992        |                           |                           |                           |
| 1993        | Michele Merendino         | RC Motorsport             | Dallara F392-Alfa Romeo   |
| 1994        | Nino Famà                 | Scuderia Famà             |                           |
| 1995        |                           |                           |                           |
| 1996 – 2007 | mistrzostw nie rozgrywano | mistrzostw nie rozgrywano | mistrzostw nie rozgrywano |
| 2008        | Mario Bertolotti          | CO2 Motorsport            | Tatuus FR2000-Renault     |
| 2009        | Pierluigi Veronesi        | System Team               | Dallara                   |
| 2010        | Stefano Turchetto         | TS Corse                  | Tatuus FR2000-Renault     |
| 2011        | Antonio Pellitteri        | TOMCAT Racing             | Tatuus FA010-Fiat         |